# Белл, Эшли
Э́шли Белл (англ. Ashley Bell; род. 26 мая 1986 года, Санта-Моника, Калифорния, США) — американская актриса кино.

## Биография
Родилась в Санта-Монике. Дочь актёров Виктории Кэрролл и Майкла Белла.

## Номинации
В 2011 и в 2013 году на кинопремии «Fangoria Chainsaw Awards» Белл была номинирована на лучшую актрису второго плана.

## Фильмография
| Год  |   | Русское название                              | Оригинальное название             | Роль                              |
| ---- | - | --------------------------------------------- | --------------------------------- | --------------------------------- |
| 2009 | ф | Только спокойствие                            | Stay Cool                         | выпускница / Valedictorian        |
| 2010 | ф | Маг: Говорящий пёс                            | Magic                             |                                   |
| 2010 | ф | Последнее изгнание дьявола                    | The Last Exorcism                 | Нелл / Nell                       |
| 2011 | ф | Судный день                                   | The Day                           | Мэри / Mary                       |
| 2013 | ф | Последнее изгнание дьявола: Второе пришествие | The Last Exorcism Part II         | Нелл / Nell                       |
| 2013 | ф | Морской пехотинец: Тыл                        | The Marine 3: Homefront           | Лилли Картер / Lilly Carter       |
| 2013 | ф |                                               | Chasing Shakespeare               | Молли / Molly                     |
| 2013 | ф | Спаркс                                        | Sparks                            | Небесная Леди / Lady Heavenly     |
| 2013 | ф | Любовь или секс                               | Love and Air Sex / The Bounceback | Кэти / Cathy                      |
| 2015 | ф | Где-то есть новый мир                         | There Is a New World Somewhere    | Сэм / Sam                         |
| 2015 | ф |                                               | Don't Wake Mommy                  | Молли / Molly                     |
| 2016 | ф |                                               | Carnage Park                      | Вивиан Фонтейн / Vivian Fontaine  |
| 2017 | ф | Психопаты                                     | Psychopaths                       | Элис / Alice                      |
| 2017 | ф |                                               | A Neighbor's Deception            | Chloe Anderson                    |
| 2017 | ф | Послушница                                    | Novitiate                         | сестра Маргарет / Sister Margaret |
| 2018 | ф | Любовь и бананы                               | Love & Bananas: An Elephant Story |                                   |

## Дубляж

### Кино
- Пингвины из Мадагаскара — Зои[источник не указан 2432 дня]

### Игры
- 2005 — Kingdom of Paradise — Лу Ян[источник не указан 2432 дня]
- 2010 — Alice in Wonderland — Белая королева[источник не указан 2432 дня]
- 2012 — Sorcery — Эрлин[источник не указан 2432 дня]